# Дмитриев-Кавказский, Лев Евграфович
Лев Евграфович Дми́триев-Кавка́зский (псевдоним: Арслан; 18 февраля [2 марта] 1849, Прочноокопская — 21 января [3 февраля] 1916, Петроград) — русский рисовальщик и гравёр, ученик Фёдора Иордана, представитель петербургского академизма пореформенной эпохи, живописец; офортист, мастер портретного эстампа и иллюстратор. Академик Императорской Академии художеств (с 1882).

## Биография
Уроженец станицы-крепости Прочноокопская (на тот момент — в Ставропольской губернии, затем в Кубанской области). Получил общее образование в ставропольской гимназии, в 1869 году поступил в ученики Императорской Академии художеств по разряду гравирования, в котором наставником его был Ф. И. Иордан; с этого же года, для отличия от однофамильцев, взял прозвище Кавказский.  В 1872 году удостоен малой серебряной медали за копию с гравюры Питера Пауля Рубенса «Воин, держащий копьё», а в 1873 году — большой серебряной медали за офорт с картины Теодора Горшельта «Лезгин». В 1878 году присвоено звание классного художника 1-й степени, а в 1882-м — звание академика за офорты с портретов великой княгини Марии Павловны и протоиерея Иосифа Васильева, а также за гравированные портреты архимандрита Игнатия (Брянчанинова), оперной меццо-сопрано Марии Каменской и рисунок пером «Кумушки».

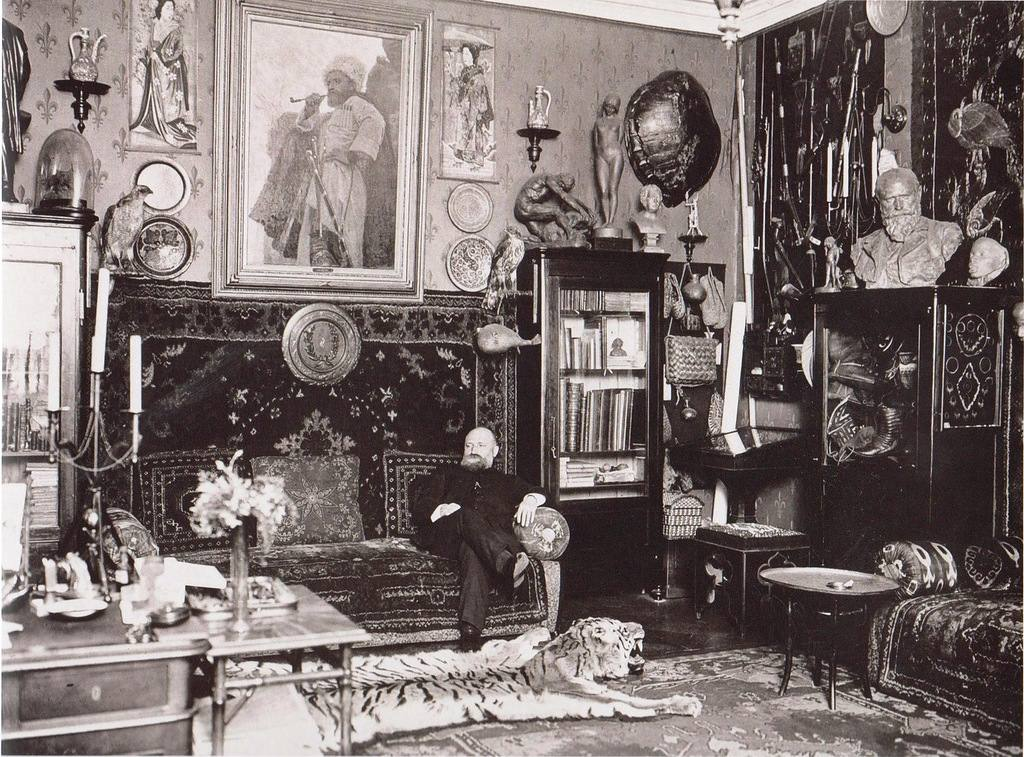
Л. Е. Дмитриев-Кавказский. 1904-1906 гг.

В 1883—1884 гг. Дмитриев-Кавказский редактировал иллюстрированный журнал «Ласточка», в котором помещались снимки с рисунков преимущественно русских художников, затем три года заведовал художественной частью в журнале «Всемирная иллюстрация». В 1887 г. Дмитриев-Кавказский был одним из членов-учредителей Товарищества русских иллюстраторов. Неоднократно выезжал на Кавказ, а летом 1887 г. путешествовал по Закаспийской области и Средней Азии. Работал преимущественно офортным способом и сухой иглой. Им исполнено более 65 гравюр. Большинство этих работ были собраны в коллекцию известного в своё время любителя оригинальных офортов сенатора Е. Е. Рейтерна.
Дмитриев-Кавказский также преподавал, открыв собственную мастерскую живописи и рисования (1895). Его «Мастерскую для учащихся» посещали Филонов, Авилов, Апсит, Добужинский, Куприн, А. Баллиер и др.

## Галерея гравюр
- «Бурлаки» И. Репина
- «Княжна Тараканова» К. Флавицкого
- «Последняя пушка» А. Вирца

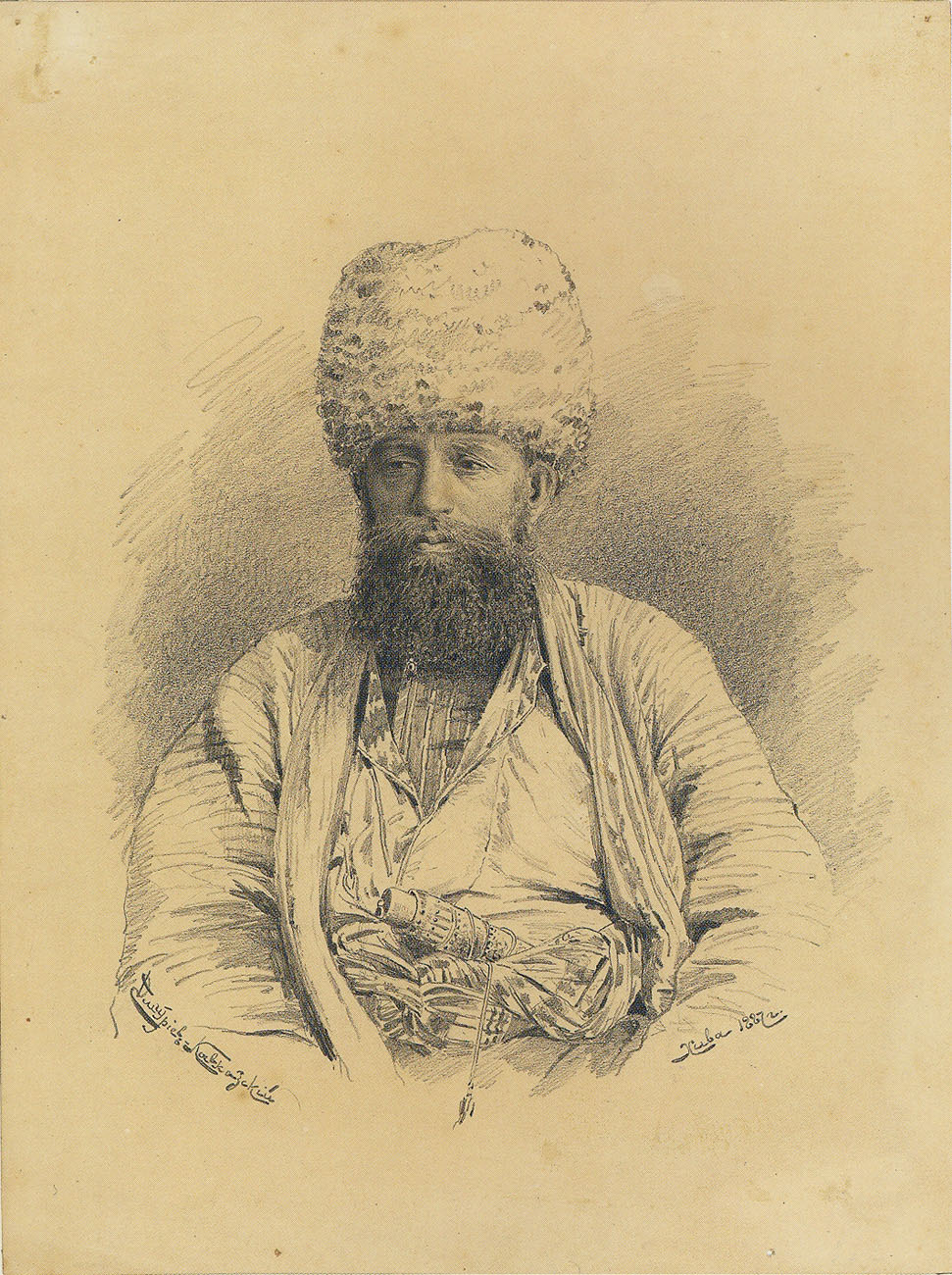
Портрет хивинского министра Мат-Мурад Диван Беги, 1887

- кавказские сцены Теодора Горшельта (1829—1871)
- портрет великой княгини Марии Павловны
- портрет генерала М. Скобелева
- портрет графа Безбородко
- портрет Ф. М. Достоевского
- портрет А. С. Пушкина с портретом-ремаркой Ф. М. Достоевского. 1880
- портрет протоиерея И. Васильева
- портрет архимандрита Игнатия (Брянчанинова)
- портрет живописца Т. Горшельта
- портрет певицы Каменской
- портрет М. Л. Диллон
- народные типы Кавказа и Закавказья, гравированные с собственных рисунков художника[8]

## Книги и альбомы

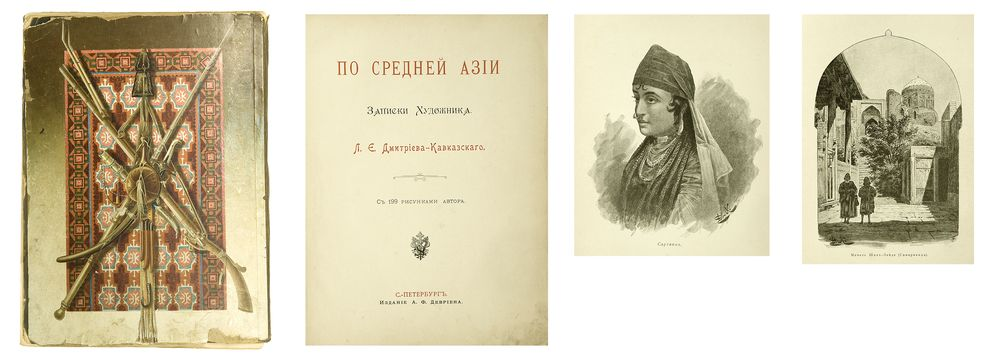
«По Средней Азии / Записки художника Л.Е. Дмитриева-Кавказского» с 199 рис. автора. - СПб.: А.Ф. Девриен, [1894].

- Альбом офортов «Альбом Кавказа» Санкт-Петербург. 1880 г.
- Альбом путевых заметок «По Средней Азии: Записки художника» (199 рисунков). Санкт-Петербург. Книгоиздательство А.Девриена. 1894 г.

## Выставки
С 24 июня по 8 сентября 1915 г. в Манеже Главного Адмиралтейства в Петрограде императорским обществом ревнителей истории была проведена выставка «Война и наши трофеи». В числе девяти отделов, представлявших вооружение, снаряжение, обмундирование, деятельность санитарных и железнодорожных служб, был и отдел, посвященный печатным изданиям. В редакционный комитет вошли М. Соколовский, И. Божерянов, Л. Дмитриев-Кавказский, П. Белавенец и И. Норманов.
- «Война и наши трофеи: Выставка, устроенная с Высочайшего соизволения Императорским обществом ревнителей истории» Рисунки Л.Дмитриева-Кавказского. Портреты в красках М. В. Рундальцева. Издательство: Москва. 1916 г.
- «Война и наши трофеи: Выставка, устроенная с Высочайшего соизволения Императорским обществом ревнителей истории» Петербург: Тип-фия Акц. О-ва Изд. Дела «Копейка», 1917. Рисунки Л. Дмитриева-Кавказского, портреты работы академика М. Рундальцева.